# Mbali Dhlamini

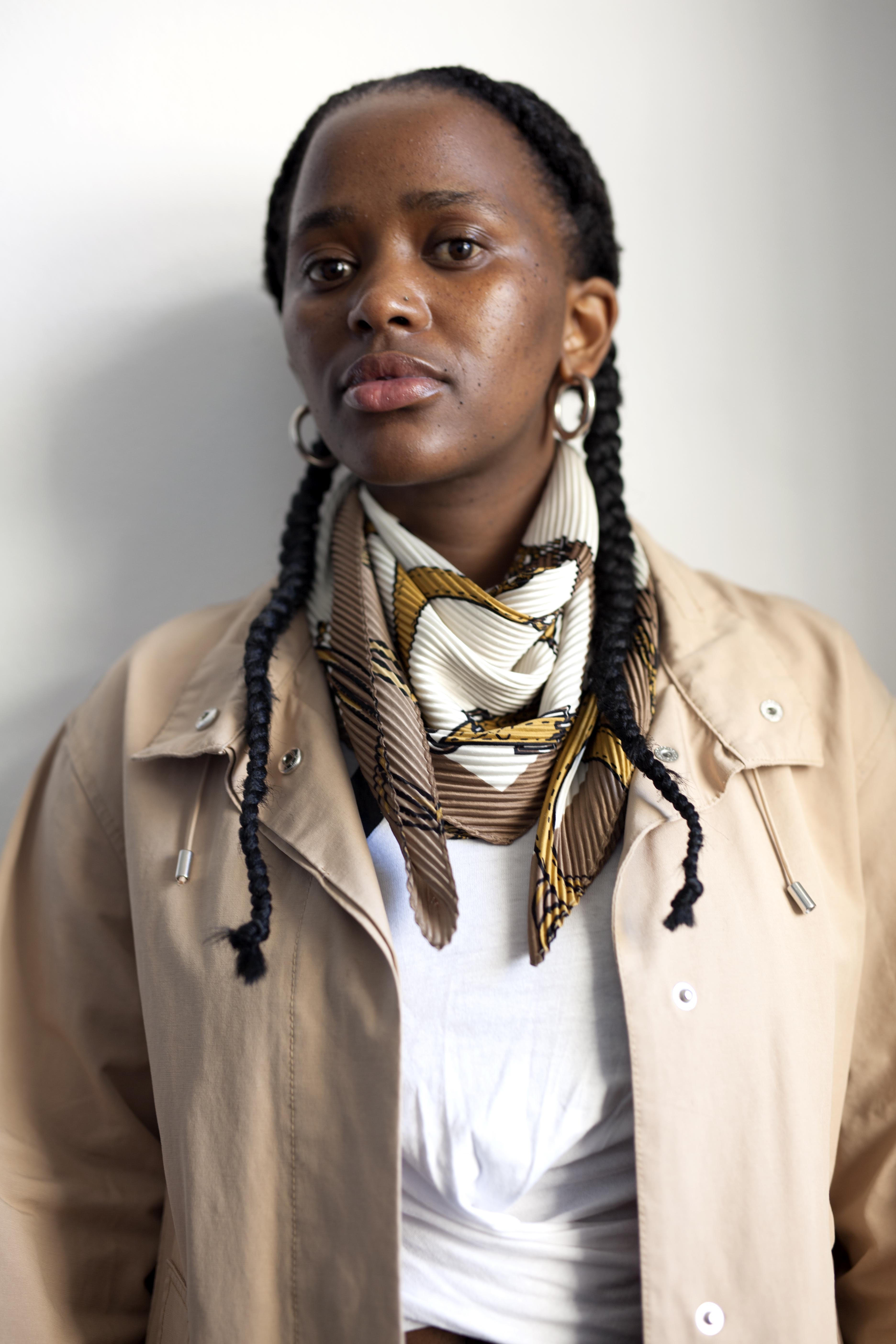
Mbali Dhlamini

Mbali Dhlamini (* 1990 in Johannesburg, Südafrika) ist eine südafrikanische Künstlerin. Sie arbeitet überwiegend fotografisch und zeitbasiert. Von 2008 bis 2009 lernte sie Druckgrafik im Artist Proof Studio in Johannesburg. Danach studierte sie Visual Arts an der Universität Johannesburg, worin sie im Jahr 2013 den Bachelor of Technology erwarb. Ihr anschließendes Studium ab 2014 an der University of the Witwatersrand, Johannesburg, schloss sie im Jahr 2015 mit dem Master of Arts ab. In ihrem Werk beschäftigt Dhlamini sich mit postkolonialen Fragen: mit Spiritualität (Serie "Non-Promised Land: Bana Ba Thari Entsho") und mit dem Handwerk des Indigofärbens in Senegal (Serie "Look Into"). Von Oktober bis Dezember 2021 war sie Artist in Residence der Embassy of Foreign Artists des Schweizer Kantons Genf. Im Dezember 2021 erhielt sie zusammen mit Phumulani Ntuli den Visionary Award 2021/2022 des The Javett Art Centre at the University of Pretoria.
Mbali Dhlamini lebt in Johannesburg.

## Ausstellungen
Einzelausstellungen
- 2022: Go Bipa Mpa Ka Mabele, Sakhile&Me, Frankfurt am Main
- 2015: Non-Promised Land: Bana Ba Thari Entsho, Constitution Hill, Johannesburg

Gruppenausstellungen
- 2021: Friendship. Nature. Culture, Daimler Kunst Sammlung, Berlin[8]
- 2021: Salon Globalisto, Galerie Bonne Espérance, Paris[9]
- 2020: Spatial Fabrications: An Uninhabitable World, Fak'ugesi Festival, Johannesburg
- 2020: Turbine Art Fair (LL Editions), Johannesburg, Südafrika
- 2019: Personal Structures, European Cultural Center, Venedig, Italien
- 2018: AKAA - Also Known As Africa (Red Room Gallery), Paris, Frankreich
- 2016: Woza Moya, Goethe on Main Project Space, Johannesburg
- 2016: Affordable Art Fair (Vula Amehlo Art Development), New York, USA
- 2015: See Africa, African Futures Festival (Goethe-Institut), Johannesburg, Südafrika
- 2015: TWENTY: Art in the Time of Democracy, Universität Johannesburg; Pretoria Art Museum, Pretoria, Südafrika; Beijing International Art Biennale, Peking, China
- 2014: Only Parts, University of the Witwatersrand, Johannesburg
- 2014: The Longest Night, University of the Witwatersrand, Johannesburg
- 2014: South African Voices: A New Generation of Printmakers, Washington Printmakers Gallery, Washington, D.C., USA
- 2014: Sasol New Signatures, Association of Arts Pretoria, Pretoria
- 2013: Some Went Mad, Some Ran Away, University of Johannesburg
- 2013: Afrika Rea Bolela (Afrika Let's Talk): ARTiculating the Constitution, Constitutional Hill, Johannesburg
- 2013: Afrika Day, Constitutional Hill, Johannesburg
- 2013: North-South: Student Showcase, Tshwane University of Technology, Pretoria; Central University of Technology Bloemfontein; University of Johannesburg; Vaal University of Technology, Gauteng, Südafrika
- 2012: Images of Women, Upstairs at Bamboo (Vula Amehlo Art Development), Johannesburg
- 2012: Bronze Age(less), Pretoria Art Association
- 2009: Artist Proof Studio End-of-the-Year Exhibition, Artist Proof Studio, Johannesburg
- 2008: Bell Dewar and Artist Proof Studio Patronage Exhibition, Bell Dewar, Johannesburg